# میدان (فیلم ۲۰۱۴)
میدان (اوکراینی: Майдан) یک فیلم در ژانر مستند به کارگردانی سرگئی لوزنیتسا است که در سال ۲۰۱۴ منتشر شد.